# Montferrièr de Les
Montferrier de Les (en francès Montferrier-sur-Lez) és un municipi occità del Llenguadoc, situat al departament de l'Erau i a la regió d'Occitània.